# 児浦純大
児浦 純大（こうら すみなが、1934年-）は、日本の洋画家。鹿児島県を中心に活動。

## 経歴
鹿児島県鹿児島市出身。1950年に鹿児島県立甲南高等学校へ入学し、美術部に所属。同年秋に鹿児島県甲南高校美術部と鹿児島玉龍高等学校美術部で鹿児島県高校美術展を旗揚げし、2年後の第3回展で児浦は最高賞を受賞。1953年、鹿児島県甲南高校を卒業。美大進学を親に反対されて鹿児島大学農学部に進学し、農業化学を専攻。1957年に鹿児島大学を卒業し、一度は化学教師になったが、夢を捨てきれず28歳のときに決心して絵画へ転向。教壇に立ちながら武蔵野美術短期大学の公開講座（通信教育）を受けて美術教員の資格を得た。
鹿屋市立百引中学校、鹿児島県立串木野高等学校、鹿児島県立鹿児島南高等学校で美術教諭を務める。1974年の第29回南日本美術展で県知事賞（最高賞）を受賞し、翌年鹿児島育英財団によりフランスへ1年間美術留学。1982年に教職現場から退き、鹿児島県総合教育センター研究主事、鹿児島県教育庁（教育委員会）文化課文化係長、鹿児島県工業技術センターデザイン開発室長を務めた後、1994年に退職。
独立展や南日本美術展を基盤に活動し、「棘のシリーズ」「昻のシリーズ」「アリスのシリーズ」などの作品を発表。南日本美術展委嘱作家を務める。鹿児島県美術協会会員、東京独立美術協会所属。